# Веряево
Веряево — село в России, расположено в Пителинском районе Рязанской области. Входит в состав Потапьевского сельского поселения.

## Географическое положение
Веряево расположено примерно в 14 км к западу от центра посёлка Пителино на реке Пёт.

## История
Церковный приход в селе Веряево был открыт в конце XVII века. В 1895 году прихожанами вместо старой деревянной церкви была построена новая каменная церковь Рождества Христова с приделами Успенским и Троицким.
В XIX в. село  входило в состав Елатомского уезда Тамбовской губернии. В 1862 г. село имело 71 двор при численности населения 497 человек.
В конце февраля 1930 года в сёлах Веряево и Гридино вспыхнуло восстание, вызванное обобществлением скота и принудительными обысками: крестьяне изгнали из деревни уполномоченных, начали охоту на местных активистов. Беспорядки продолжались и в марте и охватили соседние деревни, было арестовано более 500 человек. Тем не менее, на 10 марта 1930 года из колхозов района вышло 94,4% крестьян. Эти события нашли отражение в творчестве Бориса Можаева.

## Усадьба Веряево
Усадьба известна с конца XVII века. В последней четверти XVIII века принадлежала капитану Л.О. Головину с женою А.Е. Головиной. В середине XIX века коллежскому асессору А.И. Сабурову (1799-1880), женатому на А.П. Векс (ум. 1887). В конце XIX века статскому советнику П.П. Дьякову (ум. до 1903) с женою С.М. Дьяковой. Далее их сыну титулярному советнику   Н.П. Дьякову.
Сохранилась заброшенная церковь Рождества Христова 1895 года в формах классицизм, построенная П.П. Дьяковым вместо прежней деревянной и старинные надгробия рядом с храмом 
По состоянию на 2021 год церковь восстанавливается.

## Население
| 2010 |
| ---- |
| 199  |

## Транспорт и связь
В Веряево имеется одноимённое сельское отделение почтовой связи (индекс 391634).

## Известные уроженцы
Мамыкин, Алексей Иванович (1936 − 2011) − советский футболист и футбольный тренер.